# 盐城市盐阜医院
盐城市盐阜医院，是中国江苏省的一所医院，为二级医院，位于盐城市建军东路135号。

## 规模
盐城市盐阜医院总床位120张，日门诊量80人次。